# Солошницький потік
Солошницький потік (словац. Sološnický potok) — річка в Словаччині, права притока Рудавки, протікає в окрузі Малацки.
Довжина приблизно 9.6-11.5 км. Витік знаходиться в масиві Малі Карпати (частина Пезінські Карпати — схил гори Вапенна) на висоті близько 530 метрів. Протікає територією села Солошніца.
Впадає в Рудавку на висоті приблизно 185 метрів.